# Knjiga Sirahova
Knjiga Sirahova jedna je od knjiga Svetoga pisma, dio Staroga zavjeta. Pripada u deuterokanonske knjige. Kratica knjige je Sir.
Na hebrejskom jeziku zove se: ("ספר "בן סירא). Na latinskom prvo se zvala Liber Iesu filii Sirach, a kasnije Ecclesiasticus. U originalu je pisana na hebrejskom jeziku u Jeruzalemu oko 180. g. pr. Kr. Autor je Židov Ben Sira iz Jeruzalema (punim imenom Ješua ben Eleazar ben Sira), kasnije je živio u Aleksandriji. Njegov unuk je u Egiptu preveo knjigu s hebrejskog na grčki jezik i dodao kratki uvod. U 12. stoljeću, izgubio se hebrejski izvornik. Dvije trećine su pronađene u Kairu 1896. g. Knjigu priznaju katolici, pravoslavni i manji broj protestanata. Ne nalazi se u židovskom biblijskom kanonu, ali se citira u Talmudu i rabinskoj literaturi.
U prvim kršćanskim zajednicama knjiga je bila vrlo omiljena. Uvrštena je zajedno s ostalim deuterokanonskim knjigama u Sveto pismo na crkvenim sinodama u Hiponu 393. godine i u Kartagi 397. godine.
Ima 51 poglavlje. U knjizi se mogu razlikovati tri dijela: Sir 1–23,27; Sir 24–42,14 i Sir 42,15–51,30.
Sastoji se od mudrih izreka, savjeta, hvalospjeva, molitvi i pouka vezanih na situacije iz svakodnevnog života. Autor je želio sačuvati duhovnu baštinu svoga naroda. U to vrijeme dolazi do upoznavanja Židova s helenističkom kulturom, prema kojoj je autor otvoren i spominje pozitivne primjere te druge kulture. Upozorio je na negativne pojave u društvu i poticao vjernike, da poštuju Zakon Svevišnjega i da se ne stide vjere. Ben Sira se osvrće i na biblijsku povijest, spominje Davida i Salomona.
Ignac Kristijanović je preveo Knjigu Sirahovu na kajkavsko narječje hrvatskog jezika. Detalji su pojavili u Danici zagrebechkoj, prijevod se je očuvao u rukopisu.

## Vanjske poveznice
- Knjiga Sirahova na Wiki izvoru